# 5643 Roques
Az 5643 Roques (ideiglenes jelöléssel 1990 QC2) a Naprendszer kisbolygóövében található aszteroida. Henry Holt fedezte fel 1990. augusztus 22-én.